# Xavier Cañellas
Pour les articles homonymes, voir Canellas.
Cañellas  Sánchez est un nom espagnol. Le premier nom de famille, en général paternel, est Cañellas ; le second, en général maternel, souvent omis, est Sánchez.
Xavier  Cañellas Sánchez (né le 16 mars 1997 à Puigpunyent) est un coureur cycliste espagnol.

## Biographie
En 2013, Xavier Cañellas devient sur route champion d'Espagne du contre-la-montre cadets (moins de 17 ans). Dans les années suivantes, il met l'accent sur la piste. Il est notamment champion d'Europe d'omnium juniors en 2014 et multiple les titres de champion d'Espagne de poursuite par équipes et de course à l'américaine.
En 2019, il signe un contrat avec l'équipe continentale professionnelle espagnole Caja Rural-Seguros RGA. Il fait ses débuts lors du Challenge de Majorque.

## Palmarès sur route

### Palmarès amateur
- 2013
  -  Champion d'Espagne du contre-la-montre cadets
- 2014
  - 2e de la Bizkaiko Itzulia
  - 3e de la Cursa Ciclista del Llobregat
- 2016
  - Champion des îles Baléares du contre-la-montre
  - 3e du Circuito Sollube
- 2017
  - Premio Primavera
  - 3e étape du Tour de la Bidassoa
  - Pentekostes Saria
  - Laudio Saria
  - 2e du Trophée Eusebio Vélez
  - 2e du Circuito Aiala
  - 2e de la Klasika Lemoiz
  - 2e du San Bartolomé Sari Nagusia
  - 2e du Circuito Sollube
- 2018
  - Premio Primavera
  - Grand Prix Macario
  - 4e étape du Tour de Castellón
  - San Bartolomé Saria
  - Zaldibiako Sari Nagusia
  - 2e de la Classique Xavier Tondo
  - 2e de la Coupe d'Espagne espoirs
  - 2e de la Leintz Bailarari Itzulia
  - 2e du San Bartolomé Sari Nagusia
  - 3e de la Clásica Ciudad de Torredonjimeno
  - 3e de la Coupe d'Espagne
  - 3e de la Prueba Alsasua

### Palmarès professionnel
- 2020
  - 1re étape de Belgrade-Banja Luka
- 2022
  - 2e de Paris-Troyes
  - 3e de la Classique d'Ordizia

### Classements mondiaux
| Année                                 | 2017  | 2018  | 2019  | 2020 | 2021  | 2022 | 2023  | 2024  |
| ------------------------------------- | ----- | ----- | ----- | ---- | ----- | ---- | ----- | ----- |
| Classement mondial                    | 1841e | 1089e | 2267e | 643e | 1319e | 579e | 2300e | 1097e |
| UCI Europe Tour                       | 1163e | 684e  | 1459e | 523e | 949e  | 452e | nc    | nc    |
|                                       |       |       |       |      |       |      |       |       |
| Légende : nc = non classéSource : UCI |       |       |       |      |       |      |       |       |

## Palmarès sur piste

### Championnats du monde
- Londres 2016
  - 13e de la poursuite par équipes
- Apeldoorn 2018
  - 7e du scratch[1]
  - 16e de la poursuite par équipes[2]

### Championnats d'Europe
- Anadia 2014
  -  Champion d'Europe de l'omnium juniors

### Championnats nationaux
| - 2012 - 2e du championnat d'Espagne de poursuite cadets - 2013 - Champion d'Espagne de poursuite cadets - Champion d'Espagne de scratch cadets - 2014 - Champion d'Espagne de scratch juniors - Champion d'Espagne du kilomètre juniors - Champion d'Espagne de poursuite par équipes juniors - Champion d'Espagne de l'américaine juniors - 2e du championnat d'Espagne de poursuite juniors - 2015 - Champion d'Espagne de poursuite par équipes - Champion d'Espagne de l'américaine juniors - 2016 - Champion d'Espagne de poursuite par équipes - Champion d'Espagne de l'américaine (avec Albert Torres) - Champion d'Espagne de poursuite espoirs - Champion d'Espagne de scratch espoirs - 2017 - Champion d'Espagne de poursuite par équipes - Champion d'Espagne de l'américaine (avec Albert Torres) - Champion d'Espagne de poursuite espoirs - Champion d'Espagne de scratch espoirs - 2018 - Champion d'Espagne de poursuite par équipes - Champion d'Espagne de poursuite espoirs - 2e du championnat d'Espagne de l'américaine | - 2019 - Champion d'Espagne de poursuite par équipes - Champion d'Espagne de l'américaine (avec Albert Torres) - Champion d'Espagne de poursuite espoirs - 3e du championnat d'Espagne de vitesse par équipes - 3e du championnat d'Espagne de scratch - 2020 - Champion d'Espagne du scratch - Champion d'Espagne de course à l'élimination - 2021 - Champion d'Espagne de course aux points - Champion d'Espagne du scratch - 2e du championnat d'Espagne de course à l'élimination - 2022 - Champion d'Espagne de poursuite par équipes - 2e du championnat d'Espagne de l'américaine - 2e du championnat d'Espagne de l'omnium - 3e du championnat d'Espagne de course aux points - 2023 - Champion d'Espagne de poursuite par équipes - 2e du championnat d'Espagne de course aux points - 3e du championnat d'Espagne de scratch |  |